# Phyllanthus ramillosus
Phyllanthus ramillosus är en emblikaväxtart som beskrevs av Johannes Müller Argoviensis. Phyllanthus ramillosus ingår i släktet Phyllanthus och familjen emblikaväxter. Inga underarter finns listade i Catalogue of Life.